# Conta bancária numerada

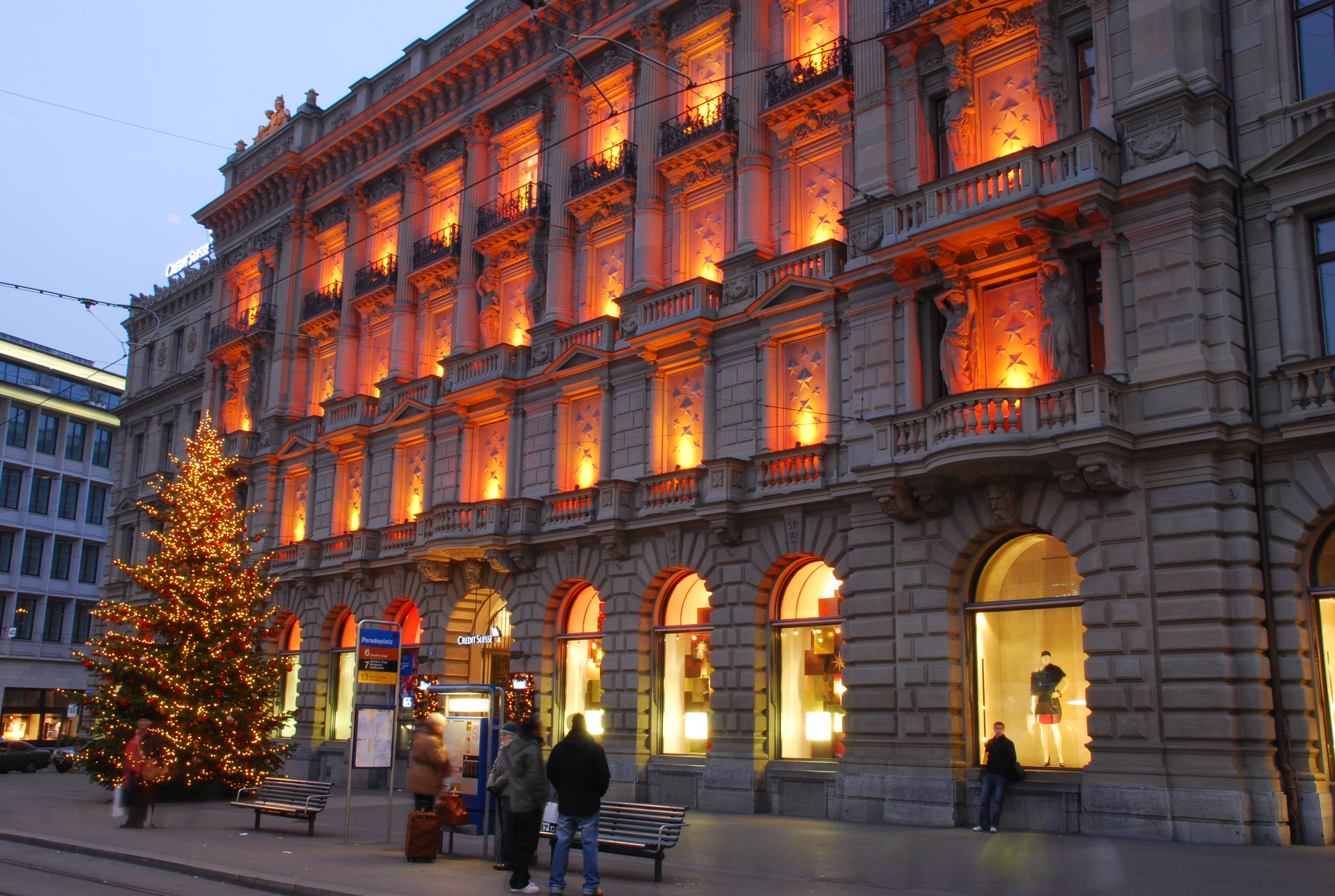
Muitos bancos na Suíça e outros centros financeiros off-shore oferecem o uso de contas bancárias numeradas para um grau extra de sigilo bancário.

Contas bancárias numeradas são contas bancárias em que a identidade do titular é substituída por um número de vários dígitos conhecido apenas pelo cliente e banqueiros privados selecionados. Embora essas contas adicionem outra camada de sigilo bancário, elas não são completamente anônimas, pois o nome do cliente ainda é registrado pelo banco e está sujeito a divulgação limitada e garantida.
Durante a década de 1910, banqueiros da Suíça criaram contas bancárias numeradas para adicionar uma camada de anonimato para clientes europeus que buscavam evitar o pagamento de impostos da Primeira Guerra Mundial. Com a aprovação da Lei Bancária Suíça de 1934, esta prática proliferou em todo o setor bancário na Suíça. Alguns bancos suíços complementam o número com um codinome como "Cardinal", "Octopussy" ou "Violoncelo" como forma alternativa de identificar o cliente. No entanto, para abrir esse tipo de conta na Suíça, os clientes devem passar por um procedimento de liberação em várias etapas e provar ao banco a origem legal de seus ativos. As instituições bancárias que adotaram essa prática na Europa, Ásia e Américas também exigem que os clientes passem por uma verificação rigorosa e forneçam a identidade do beneficiário efetivo. O uso de nomes falsos para abrir essas contas é proibido na Suíça, União Européia, Estados Unidos e outros centros financeiros offshore.
Muitos governos de estados soberanos proibiram o uso dessas contas, pois são comumente associadas ao desejo do titular da conta de minimizar o escrutínio governamental ou evitar a tributação. A maioria dos regulamentos que regem o uso de contas bancárias numeradas exige que o titular assine um documento e passe por uma verificação de antecedentes que confirme quem é e uma conexão com a conta. Apesar dos regulamentos, as contas bancárias numeradas, por sua própria natureza, são mais privadas do que as contas bancárias normais. Na Suíça, por exemplo, os banqueiros são proibidos de divulgar se uma conta está ou não numerada em qualquer agência governamental, a menos que seja estabelecida prova de fraude deliberada, e não apenas a não declaração de ativos para evitar tributação.